# Haskala
| Židé a judaismus |
| Židé • Judaismus • Kdo je Žid |
| Ortodoxní • Konzervativní (Masorti) Progresivní (Reformní - Liberální) • Ultraortodoxní Samaritáni • Falašové • Karaité                                                                                            |
| Etnické skupiny a jazyky |
| Aškenázové • Sefardové • Mizrachim Hebrejština • Jidiš • Ladino • Ge'ez • Buchori |
| Populace (vývoj) |
| Evropa • Amerika • Asie • Afrika • Austrálie |
| Náboženství |
| Bůh • Principy víry • Boží jména 613 micvot • Halacha • Noachidské zákony Mesiáš • Eschatologie |
| Židovské myšlení, filosofie a etika |
| Židovská filosofie Cdaka • Musar • Vyvolenost Chasidismus • Kabala • Haskala |
| Náboženské texty |
| Tóra • Tanach • Mišna • Talmud • Midraš Tosefta • Mišne Tora • Šulchan aruch Sidur • Machzor • Pijut • Zohar |
| Životní cyklus, tradice a zvyky |
| Obřízka • Pidjon ha-ben • Simchat bat • Bar micva Šiduch • Svatba • Ketuba • Rozvod (Get) • Pohřeb Kašrut • Židovský kalendář • Židovské svátky Talit • Tfilin • Cicit • Kipa Mezuza • Menora • Šofar • Sefer Tora |
| Významné postavy židovství |
| Abrahám • Izák • Jákob • Mojžíš Šalomoun • David • Elijáš • Áron Maimonides • Nachmanides • Raši Ba'al Šem Tov • Ga'on z Vilna • Maharal                                                                           |
| Náboženské budovy a instituce |
| Chrám • Synagoga • Ješiva • Bejt midraš Rabín • Chazan • Dajan • Ga'on Kohen (kněz) • Mašgiach • Gabaj • Šochet Mohel • Bejt din • Roš ješiva                                                                      |
| Židovská liturgie |
| Šema • Amida • Kadiš Minhag • Minjan • Nosach Šacharit • Mincha • Ma'ariv • Musaf |
| Dějiny Židů |
| starověk • středověk • novověk |
| Blízká témata |
| Antisemitismus • Gój • Holocaust • Izrael Filosemitismus • Sionismus Abrahámovská náboženství |
| z • d • e |

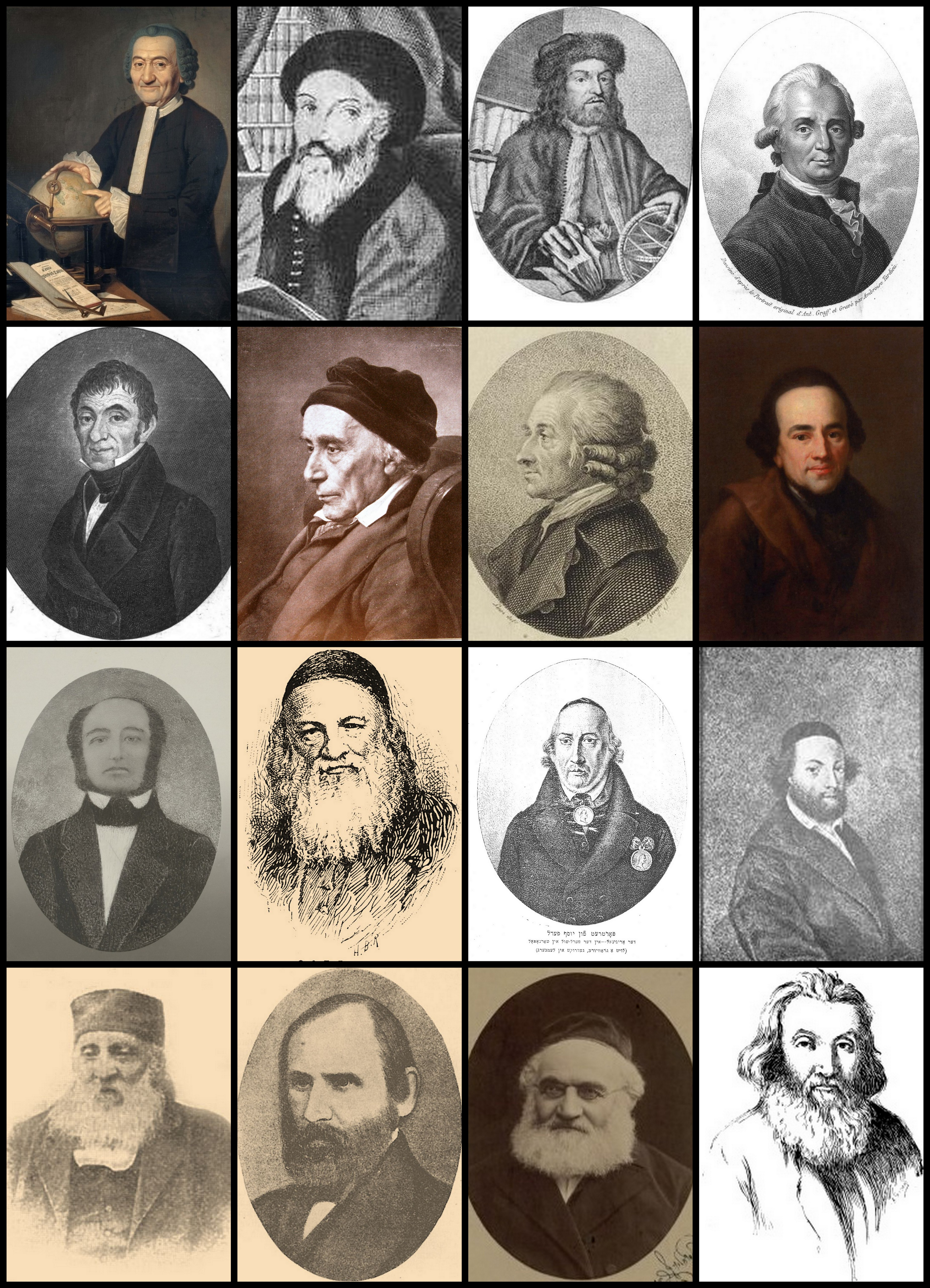
1. Proto-Maskilim: Raphael Levi Hannover • Solomon Dubno • Tobias Cohn • Marcus Elieser Bloch
2. Berlínská Haskala: Salomon Jacob Cohen • David Friedländer • Hartwig Wessely • Moses Mendelssohn
3. Rakousko a Halič: Judah Löb Mieses • Šlomo Jehuda Rappaport • Joseph Perl • Baruch Jeitteles
4. Rusko: Avrom Ber Gotlober • Abraham Mapu • Samuel Joseph Fuenn • Isaac Baer Levinsohn

Haskala (hebrejsky: השכלה), též známá jako židovské osvícenství, byl ideologický směr rozšířený mezi evropskými židy v 18. a 19. století. Jeho cílem bylo přetvořit židovský kulturní a náboženský život v duchu moderních idejí, integrace do evropské společnosti, nárůst podílu sekulárního vzdělání a výuka hebrejštiny a židovských dějin.

## Historie
Hlavním představitelem haskaly byl Moses Mendelssohn (1729–1786), pruský Žid, žijící v Berlíně a autor řady významných filosofických prací. Mezi zastánce této myšlenky se řadily především emancipované židovské vrstvy. V oblasti, kde dominovala němčina, patřili osvícenci k odpůrcům jazyka jidiš a požadovali výuku v němčině a v hebrejštině.
Ve východněji položených oblastech (Polsko, Rusko) byla situace jiná.
Za stěžejní prvek haskaly bylo osvícenci považováno školství a vzdělání. Kladli důraz na vznik nových židovských škol ve střední Evropě s výukou v němčině a osvíceneckém duchu. Ve vztahu k náboženství byl zachováván umírněný progresivnější postoj (tzn. uznání základních náboženských hodnot, avšak preference rozumového přístupu a moderních vědeckých poznatků).